# Legion of Mary (Rockband)
Legion of Mary war eine US-amerikanische Rockband, die vom ehemaligen Grateful Dead-Bandleader Jerry Garcia gegründet wurde.

## Geschichte
Jedes Bandmitglied von Grateful Dead hatte ein oder mehrere Nebenprojekte. Eines von Garcia war Legion of Mary. Die Band wurde offiziell am 12. Juni 1974 ins Leben gerufen und am 5. Juli 1975 wieder aufgelöst. Neben Garcia gehörte Merl Saunders zu den Gründungsmitgliedern, der häufiger mit Garcia zusammenarbeitete. Auch Bassist John Kahn, ein langjähriger Garcia-Mitstreiter, gehörte zur Band, ebenso Saxophonist Martin Fierro und Schlagzeuger Ron Tutt zur Band, ein ehemaliger Elvis-Presley-Musiker. Als Gastmusiker spielten noch der Jazz-Drummer Paul Humphrey und der Dead-Drummer Bill Kreutzmann auf Konzerten. Nach sechs Monaten wurde Saunders von Nicky Hopkins abgelöst. Auch Martin Fierro verließ die Band. Aus der übrigen Konstellation wurde schließlich die Jerry Garcia Band gegründet.
Legion of Mary war experimenteller als die späteren und früheren Nebenprojekte von Garcia und spielte auf Konzerten oftmals mit einem Jazz- und Funk-Schwerpunkt. Die Band gab während ihres kurzen Bestehens über 60 Konzerte. Die einzigen Alben wurden Jahre nach der Auflösung der Band und dem Tod von Garcia auf Rhino Records veröffentlicht. Diese Alben waren Liveaufnahmen von Coverversionen verschiedener Folk-, Country- und Bluestitel.

## Diskografie
- The Jerry Garcia Collection, Vol. 1: Legion of Mary (Juni 2005)
- Legion of Mary: Absolute Mary (Oktober 2005)